# نور عيني (ألبوم)
نور عيني، البوم غنائي خليجي عربي منوع للفنان راشد الماجد طرح في نهاية عام 2008.

## التسجيل
قام بالأشراف العام على الألبوم حسن طالب اما المتابعة والتنسيق فكانت من نصيب : عبد العزيز الدوسري.
تم التسجيل في مملكة البحرين باستديو الفنان راشد الماجد و استديو صولو، وفي القاهرة استديوهات صوت الحب و art، وفي دبي باستديوهات فنون الأمارات واستديوهات أغاني.
ساهم في انجاز هذا العمل الفنان أحمد الهرمي والفنان وليد الشامي والموزع سيروس وفريق عمل بلاتينيوم ريكوردز.

## الآلات الموسيقية
- وتريات : هاني فرحات وتامر غنيم
- إيقاعات : أحمد العنوة وإبراهيم حسن وسمير القطان
- بركشن : إيهاب فاروق
- جيتار : أطلان وبينو
- باص جيتار : أحمد رجب
- ناي : رضا يدير
- قانون : ماجد سرور
- صولو عود : ممدوح الجبالي ( ياحبك للمشاكل )
- بقية صولوهات العود : صادق جعفر
- بزق : وحيد ممدوح
- ربابة : محمد سرور
- مزمار : سيدا مزمار
- كورال : مجموعة البحرين و مجموعة دبي

## الأغاني
| رقم الاغنية | اسم الاغنية     | كلمات                 | الحان       | توزيع                     |
| ----------- | --------------- | --------------------- | ----------- | ------------------------- |
| 1           | الريش           | منصور الشادي          | بندر سعد    | سيروس عيسى جمعة           |
| 2           | اللي لقى أحبابه | أحمد                  | وليد الشامي | سيروس عيسى جمعة           |
| 3           | بلا حب          | أصايل                 | أحمد الهرمي | سيروس عيسى جمعة           |
| 4           | وش جاه          | فيصل بن خالد بن سلطان | وليد الشامي | عصام الشرايطي وهاني فرحات |
| 5           | ويلاه           | فيصل السديري          | سهم         | عصام الشرايطي وهاني فرحات |
| 6           | أسمعك           | فيصل السديري          | سهم         | خالد عز وهاني فرحات       |
| 7           | نور عيني        | ساري                  | أحمد الهرمي | سيروس عيسى جمعة           |
| 8           | ناوي ترجع       | فيصل بن خالد بن سلطان | وليد الشامي | عصام الشرايطي وهاني فرحات |
| 9           | يا حبك للمشاكل  | منصور الشادي          | ناصر الصالح | طارق عاكف                 |
| 10          | يلوموني         | منصور الشادي          | محمد بودله  | سيروس عيسى جمعة           |
| 11          | سقاني           | أحمد علوي             | أحمد الهرمي | سيروس عيسى جمعة           |
| 12          | يمه ارحميني     | خالد المريخي          | ياسر بوعلي  | خالد عز وهاني فرحات       |
| 13          | مستريح البال    | حمد بن علي الكعبي     | أحمد الهرمي | هشام السكران              |
| 14          | على كثر السنين  | علي الغامدي           | أحمد الهرمي | سيروس عيسى جمعة           |
| 15          | يا هلا          | محمد بن عبد الرحمن    | صالح الشهري | إبراهيم السويدي           |
| 16          | أجيبه           | النديم                | طلال مداح   | زيد نديم                  |